# Хава-Махал
Хава-Махал — пятиярусное гаремное крыло дворцового комплекса джайпурского махараджи Савай Пратап Сингха (правил в 1778—1803), построенное из розового песчаника в форме венца Кришны не позднее 1799 года.
Фасад здания пронизан 953 крохотными оконными отверстиями, которые обеспечивали вентиляцию внутренних помещений в жаркую погоду. Отсюда название сооружения — «дворец ветров».
Хава-Махал — главная туристическая достопримечательность Джайпура и один из наиболее известных памятников раджпутской архитектуры. Советский историк В. А. Руднев описывал свои впечатления от архитектурного шедевра следующим образом: «Своей необычайной конструкцией и архитектурой он действительно представлял собой уникальное фантастическое сооружение, какое не встретишь нигде в мире. Он напоминал собой гигантский орган, или алтарь католической капеллы, или причудливую плоскую пирамиду. Пятиэтажная громада замка была вся испещрена кружевными решетками окон и окошечек».

## Галерея

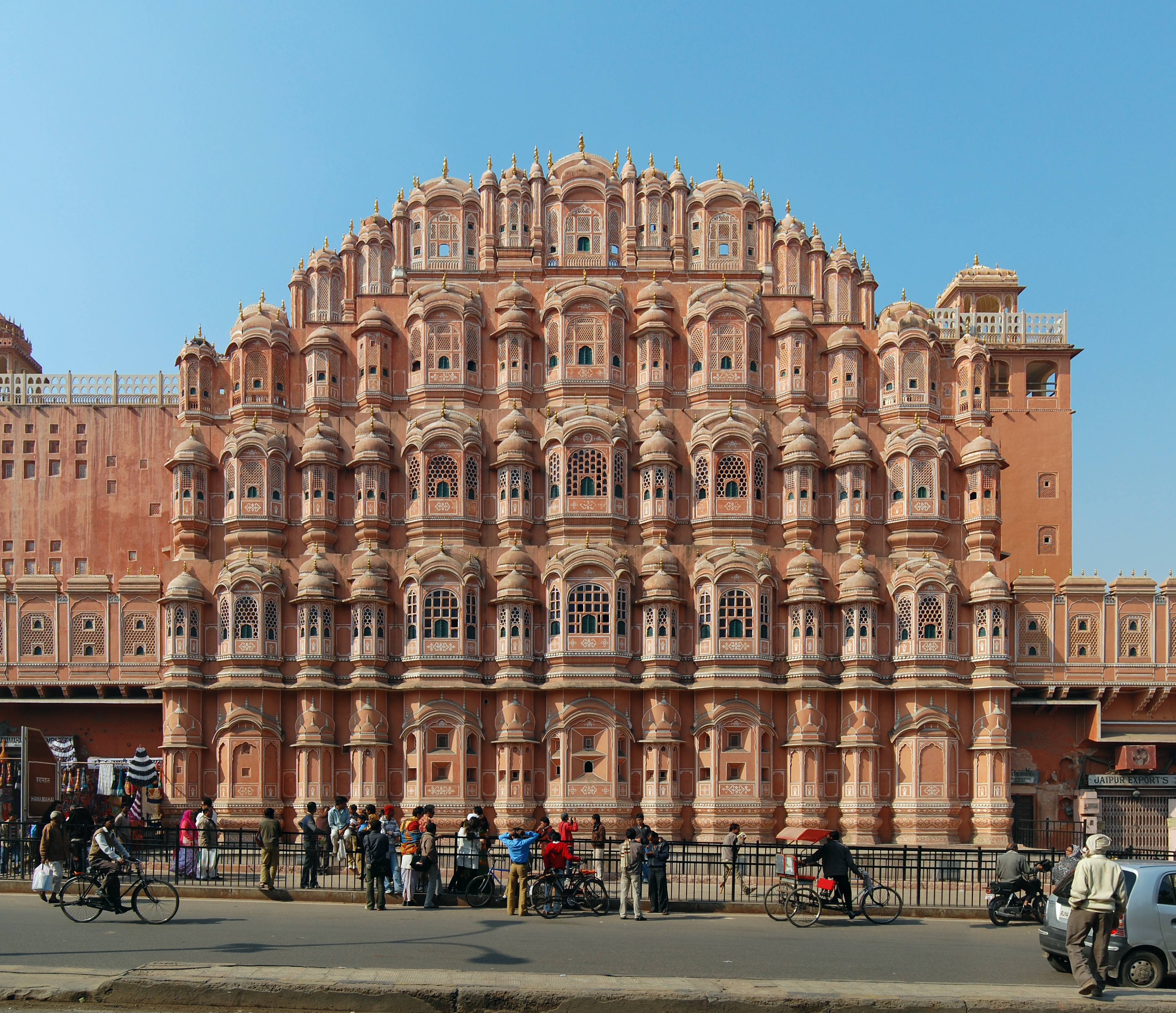
Фасад, 2011 г.
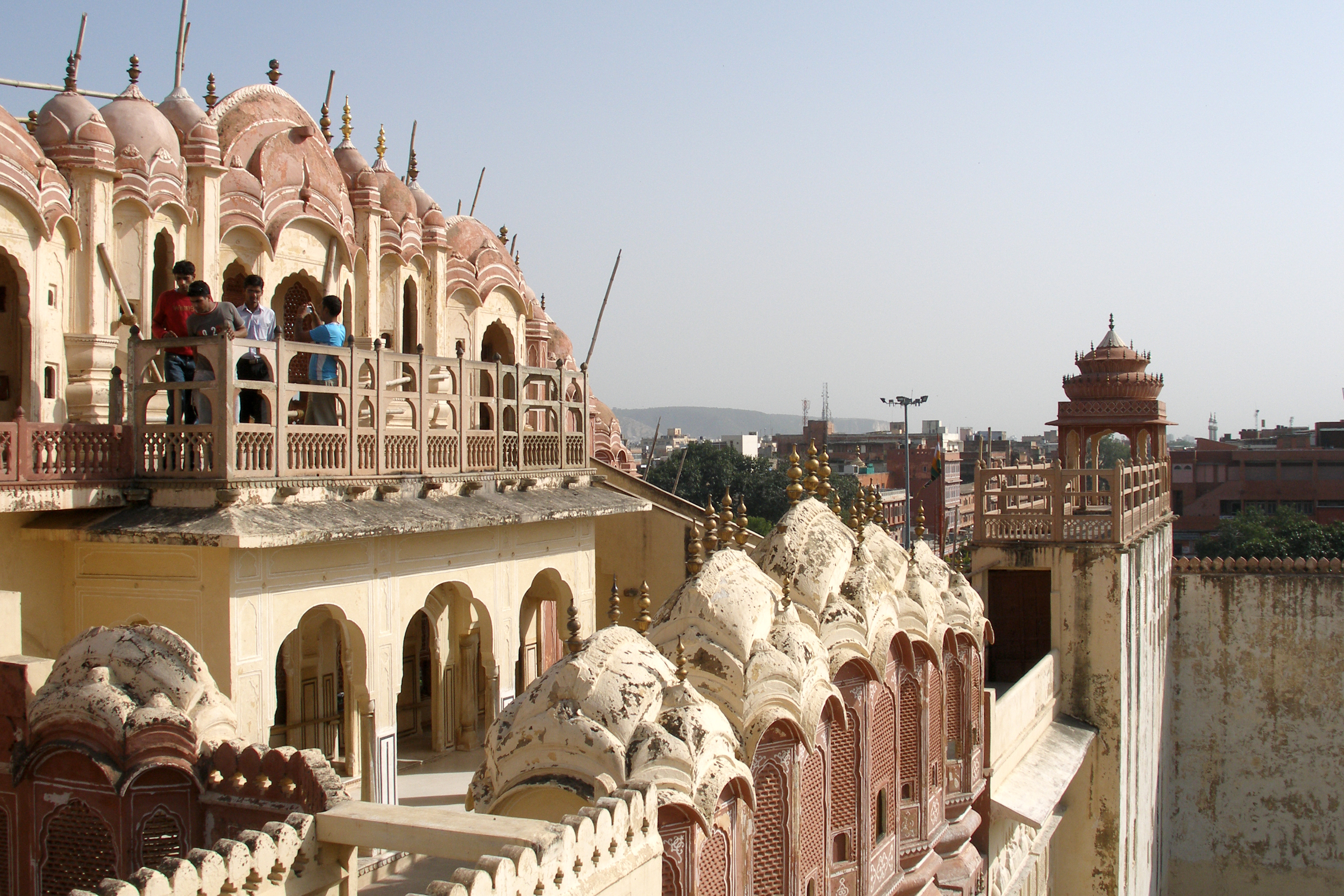
Детали восточной стены
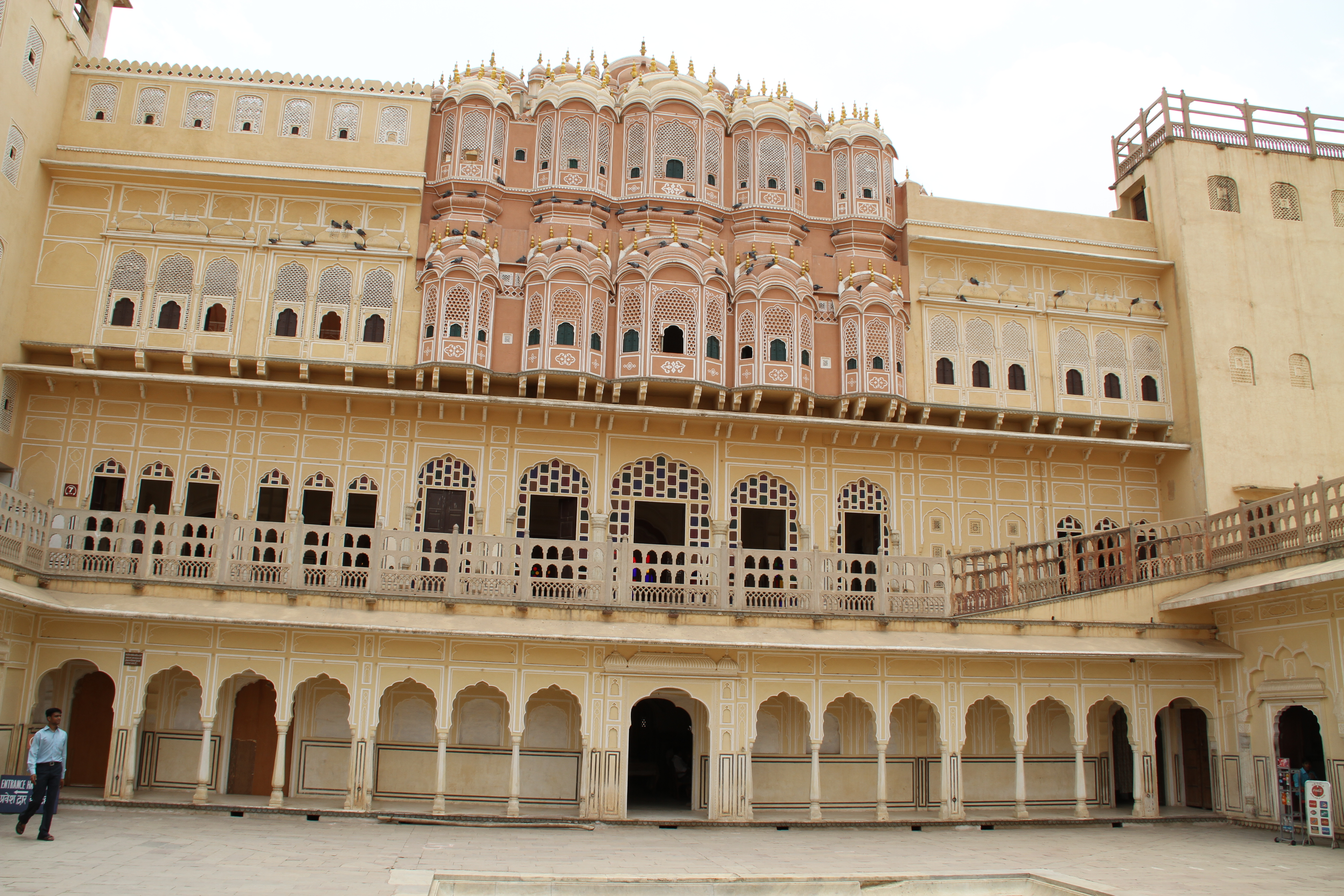
Дворовой фасад, 2010 г.
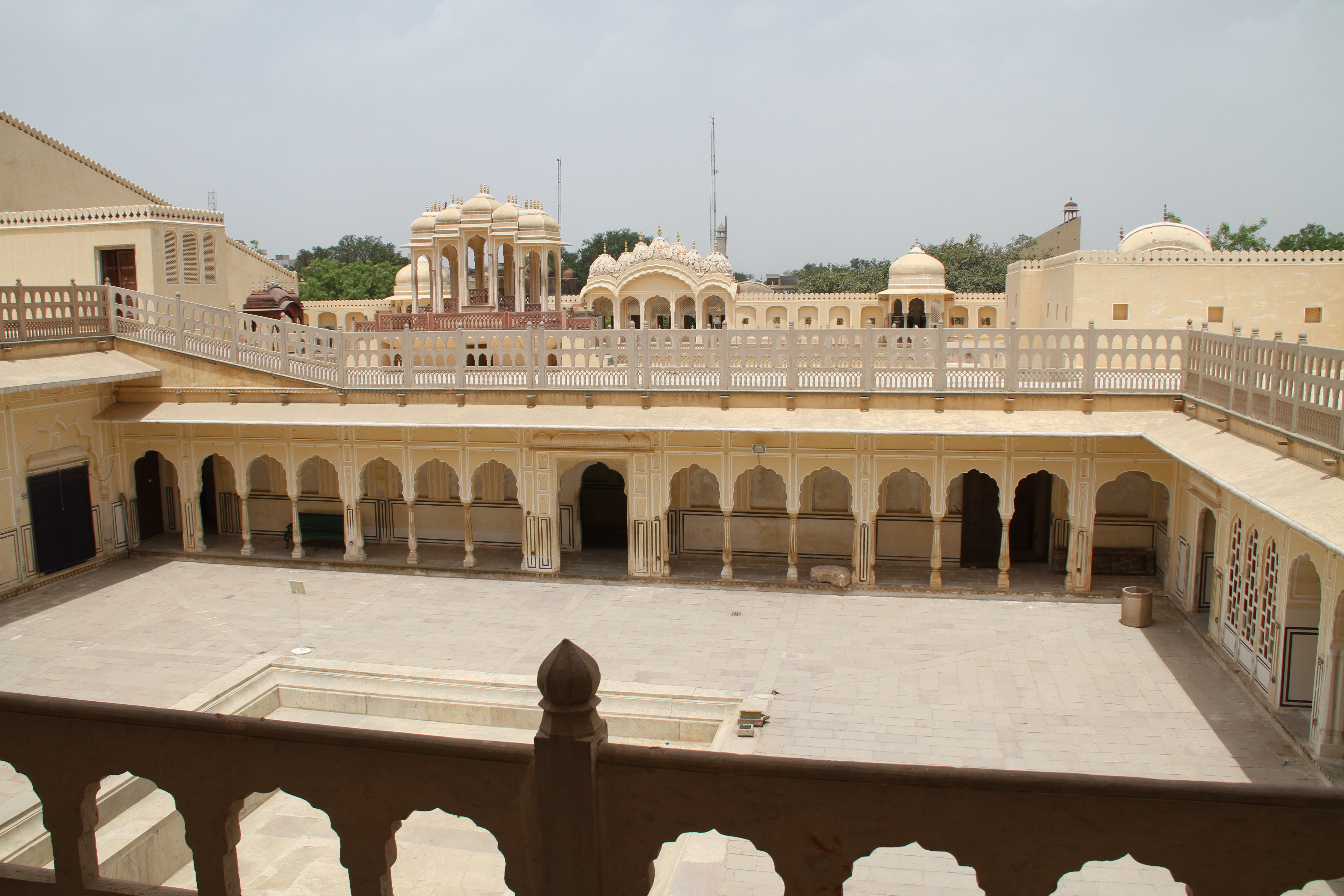
Внутренний дворик, 2010 г.
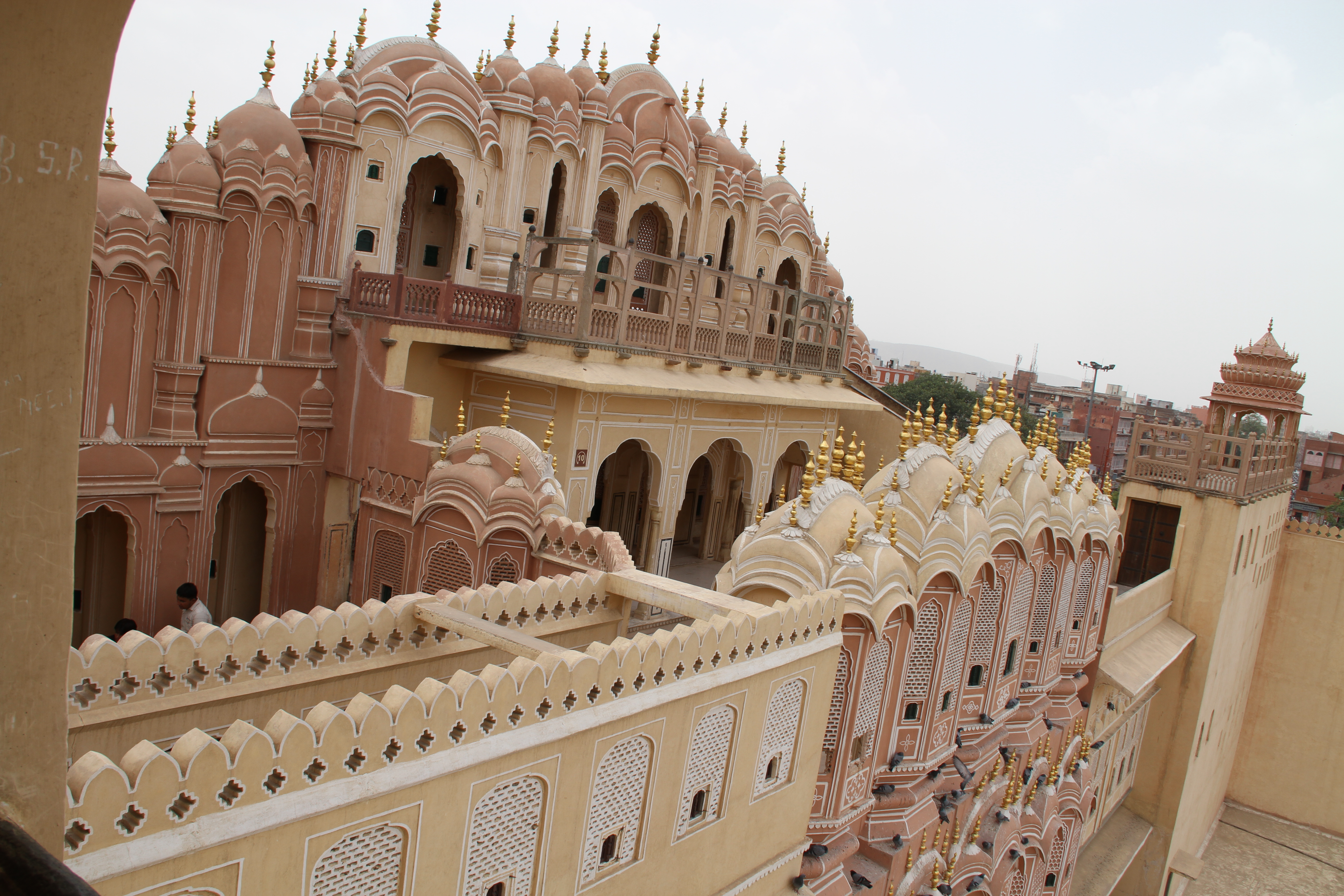
Внутренние купола наружной стены - 2010 г.
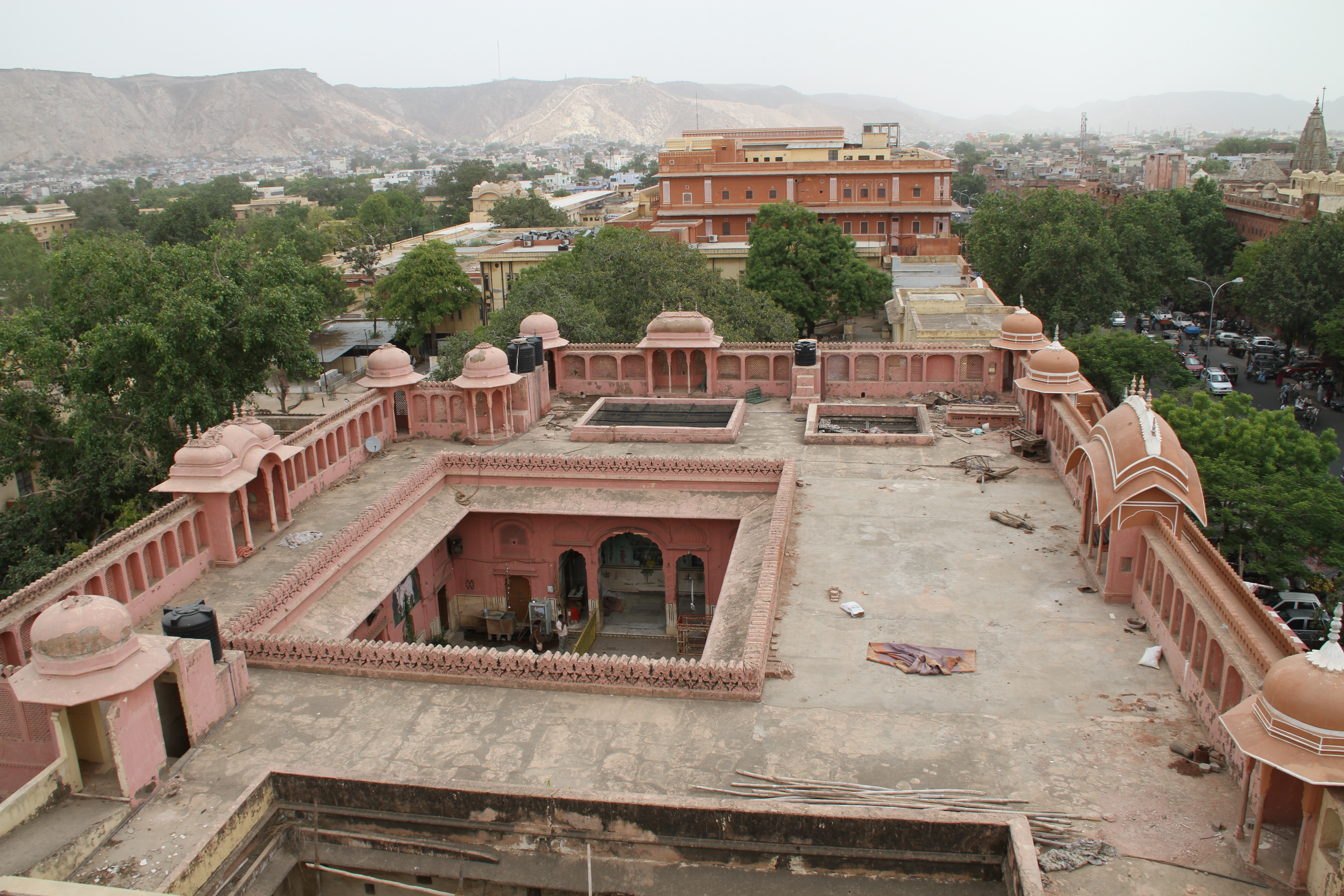
Крыша здания - 2010 г.
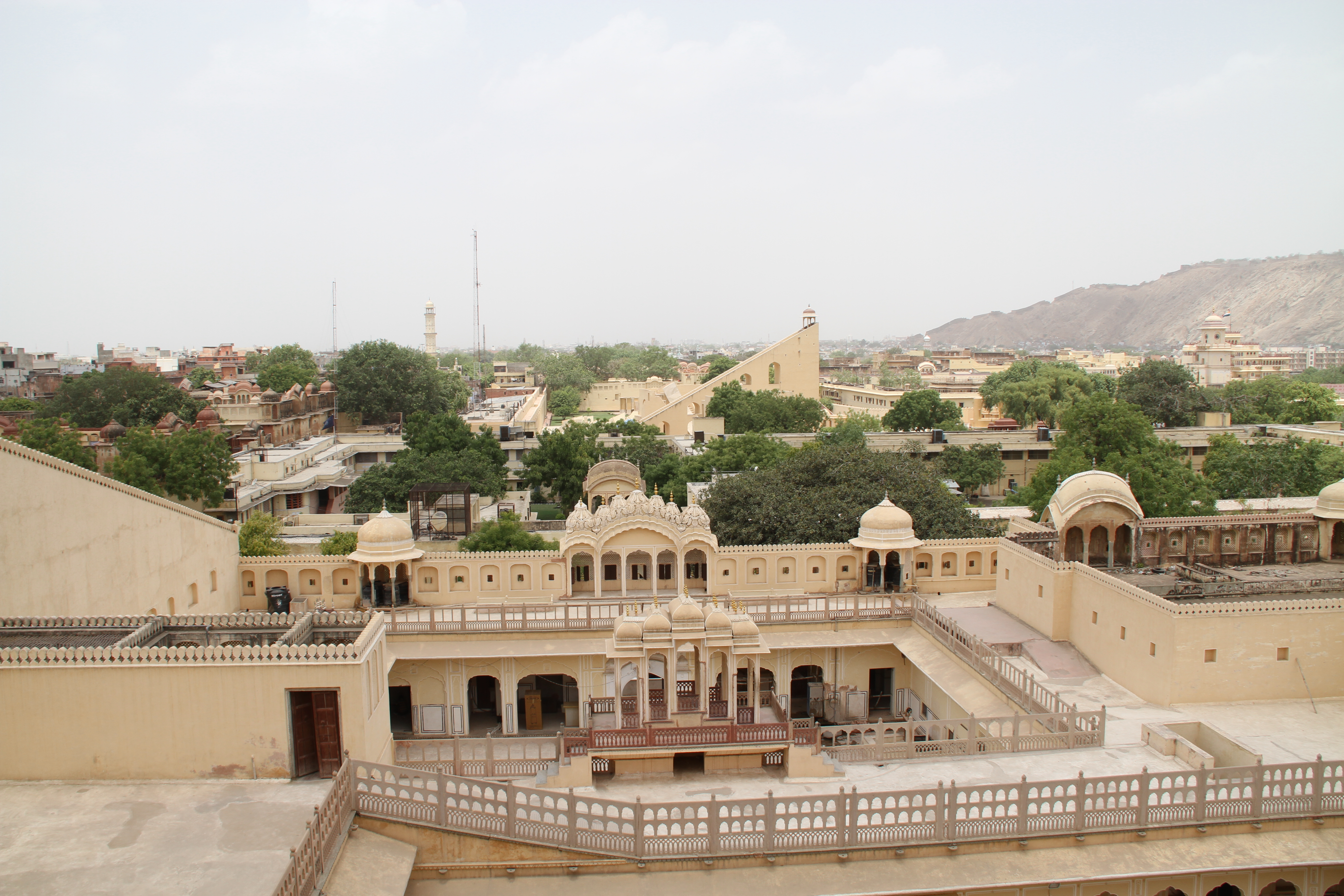
Вид с крыши дворца на обсерваторию и дворец - 2010 г.